# Râul Ruginoasa, Bălăneasa
Râul Ruginoasa este un curs de apă, afluent al râului Bălăneasa. 

## Hărți
- Harta Județului Buzăului